# Buenos Aires Rowing Club

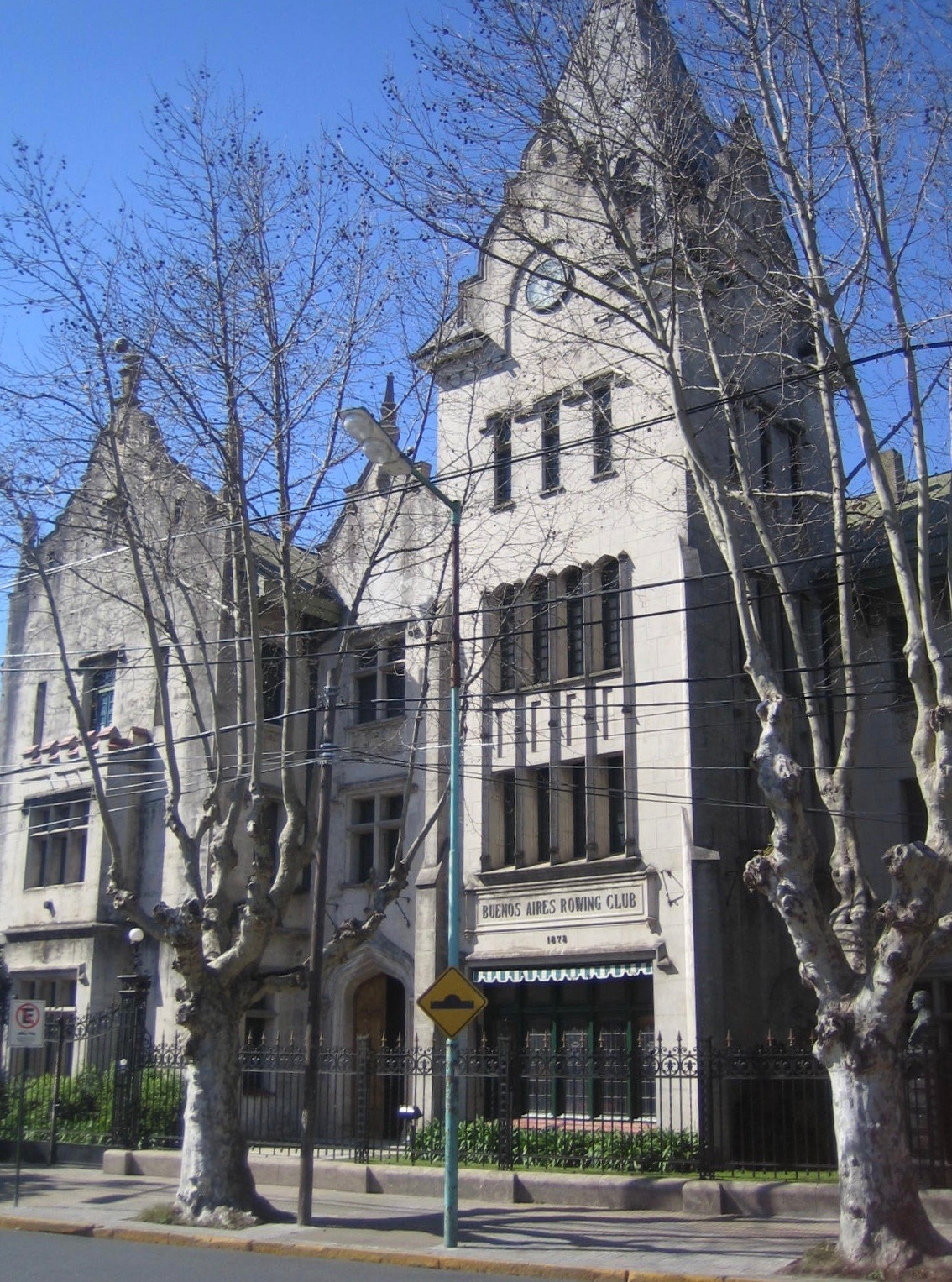
Sede central del Club (el edificio comenzó a ser construido en el año 1886).

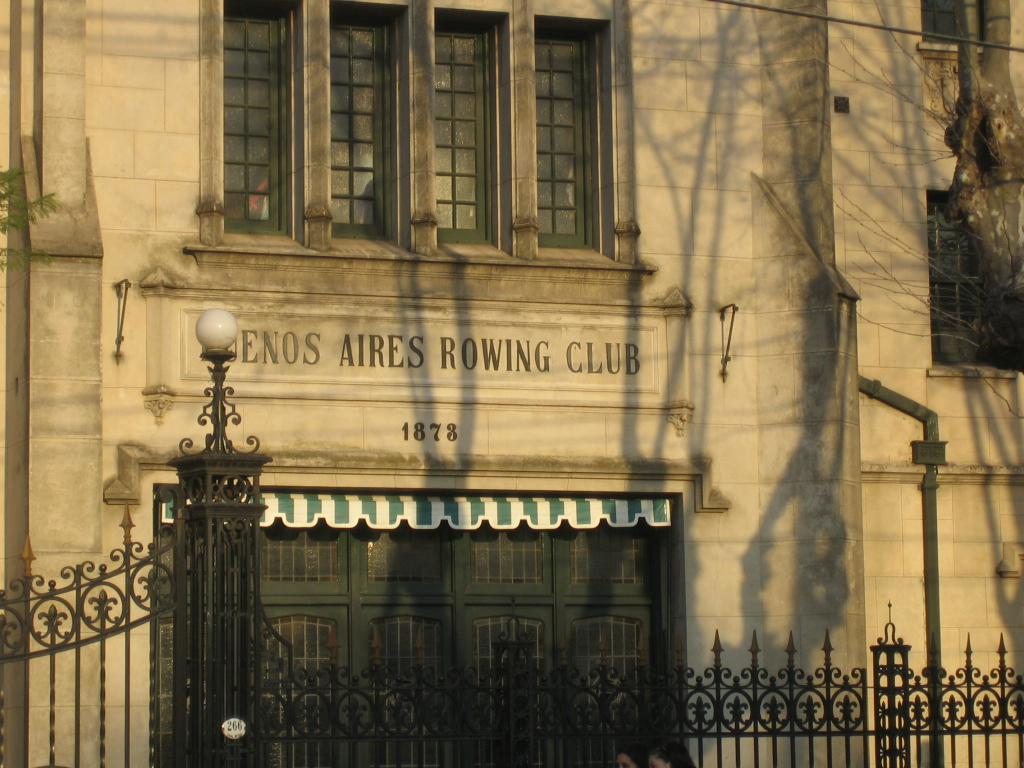
Sede central del Club (se puede ver el año 1873, año de la fundación del club).

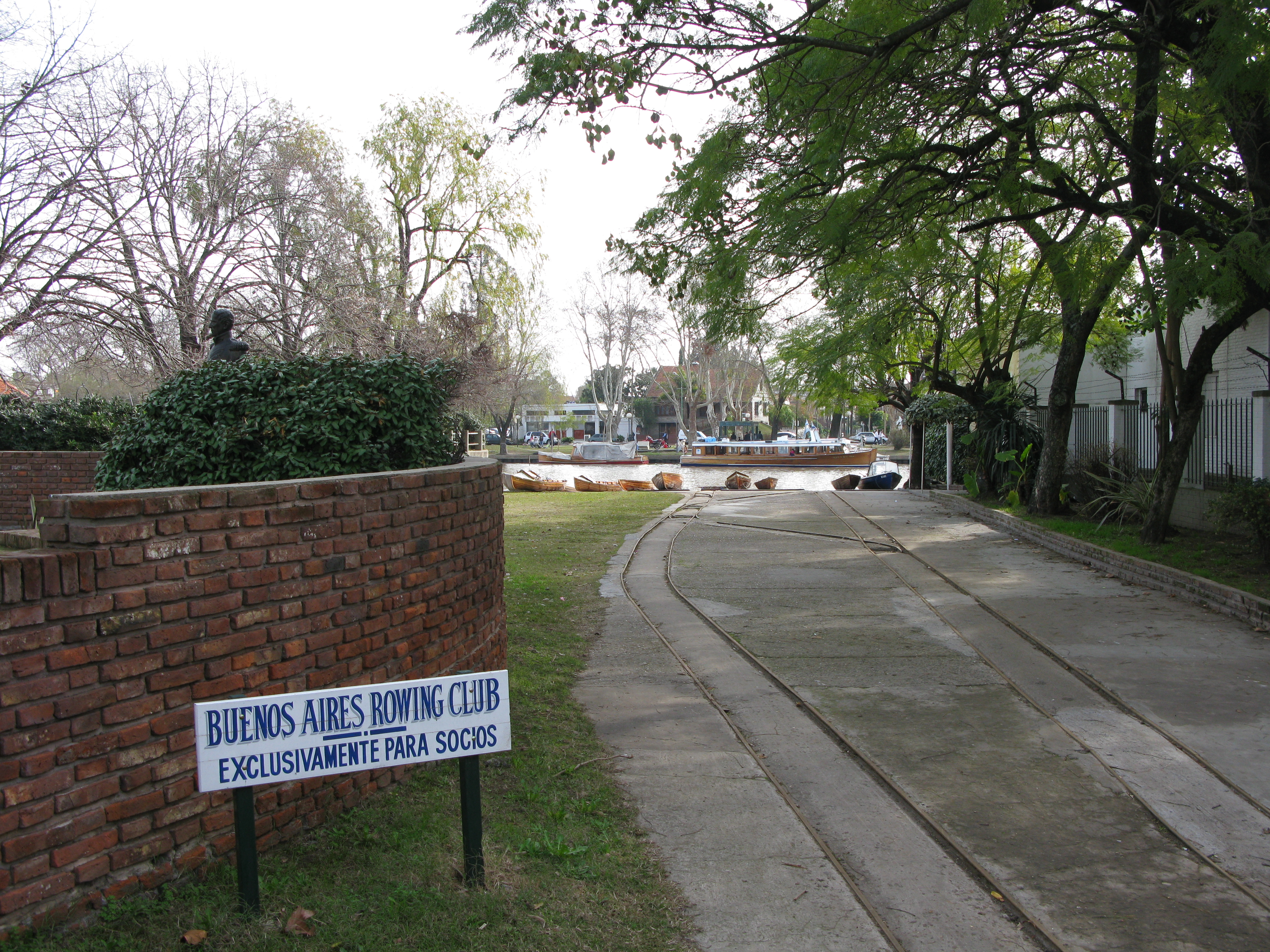
Rampa de botes del club.

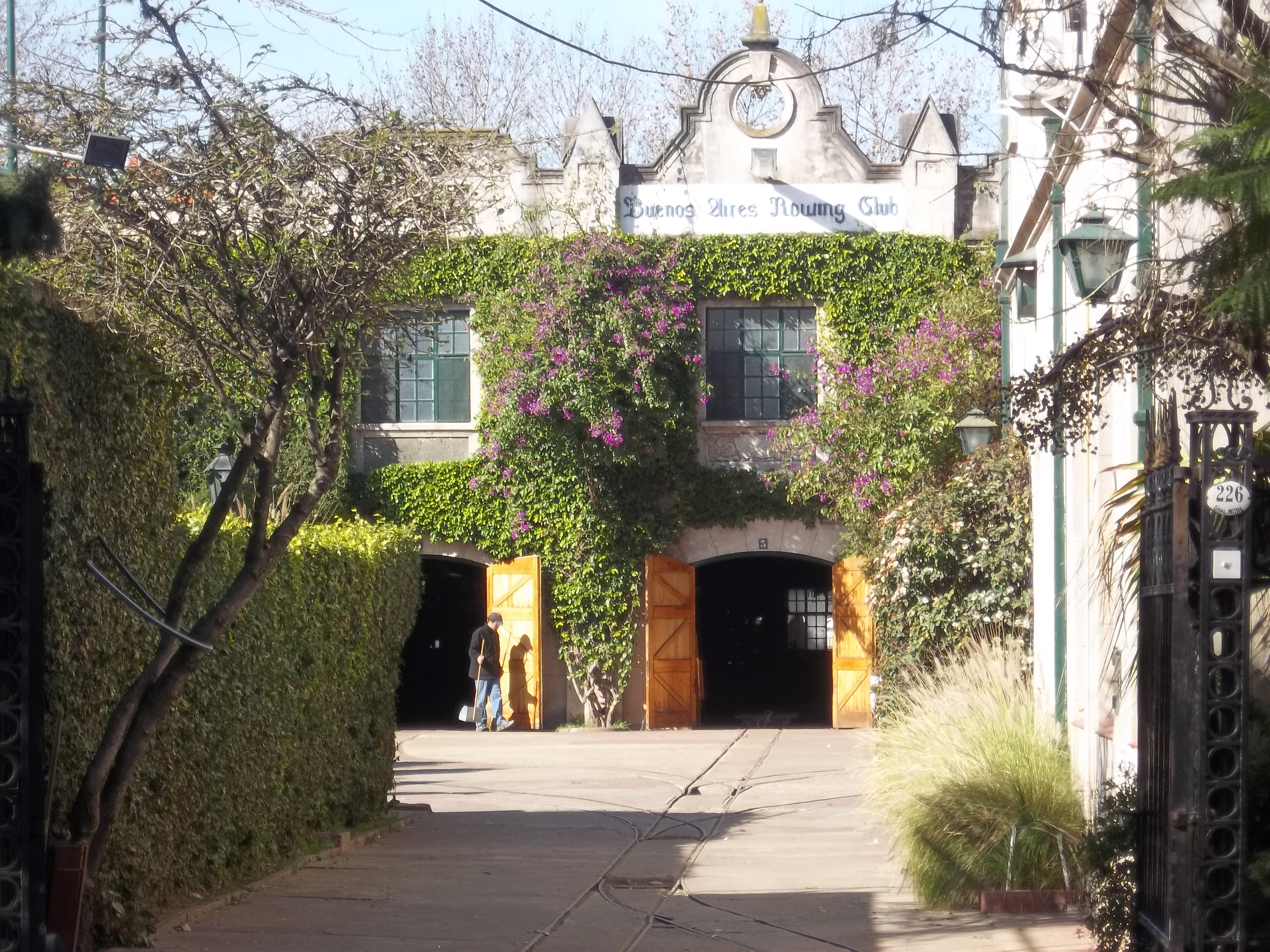
Entrada para botes.

El Buenos Aires Rowing Club (en Español Club de Remo de Buenos Aires) es un club privado con fines deportivos situado en la ciudad de Tigre en la Provincia de Buenos Aires a unos 30 km de la ciudad de Buenos Aires, Argentina.

## Historia de los clubes de remo en el delta del Paraná
En el año 1870 un grupo de jóvenes aficionados al remo, realizaron un raid uniendo un muelle cercano al Puerto de Buenos Aires con la ciudad de Tigre, el viaje se realizó en aproximadamente tres horas.
El 10 de diciembre de 1873 algunos jóvenes corrieron la primera regata oficial en Argentina, transcurrida en el Tigre, más específicamente en el Río Luján. Fue un acontecimiento social y deportivo al que concurrió el presidente de la República, don Domingo Faustino Sarmiento.
Este acontecimiento provoca la pronta radicación en Tigre de innumerables clubes de Remo. Siendo el Buenos Aires Rowing Club el primero en ser fundado en el Río Riachuelo.

## Historia del club
El 16 de diciembre de 1873 (6 días más tarde del acontecimiento transcurrido aquel 10 de diciembre, los remeros que habían participado se reunieron en el café "Gymnasium" situado en el cruce de la calle Florida y la avenida Corrientes, siendo estos un grupo de 80 personas (en su mayoría de nacionalidad inglesa), y que presididas por el Cónsul Gral. de Gran Bretaña fundaron una institución para la práctica del remo con el nombre de Buenos Aires Rowing Club siendo entonces este club el decano del deporte náutico y sinónimo del remo nacional, además firmaron una disposición que facilitaba el acceso a todos los aficionados al deporte, cualquiera fuese su nacionalidad.
Siendo entonces este el club "fundador" de la zona del Río de la Plata, actualmente el club continua en funcionamiento junto con otros 14 clubes náuticos (o de remo, y a veces llamado clubes "rowing")

### Sede
La embarcación Sunny South tal como se la conocía, fue la primera sede social. Para construir una mejor sede, un socio donó un terreno a orillas del Riachuelo, con aguas que entonces solían ser limpias y navegadas por barcos de todo el mundo.
La casa se construyó con maderas y chapas, verjas verticales, a listones, y una ancha entrada que le daba apariencia de un casco de tradicional estancia.
En mapas de los 1880s aparece la sede del Buenos Aires Rowing Club sobre la orilla izquierda del Riachuelo en los límites de La Boca y Barracas, casi en el encuentro de las actuales calles Don Pedro de Mendoza y Hernandarias.
En esa época los socios sumaban ya 166 y los botes de origen inglés llegaban a 7, lo que era mucho para una ciudad que estaba creciendo y para un deporte de novísima atracción.
En 1876 se considera apropiado levantar otra sede en el Tigre en un terreno cedido por el Gobierno Nacional.
En 1884 se traslada el club a un terreno adyacente al puente del ferrocarril Sur.
En 1885 se formaliza un empréstito interno y con el resultante se adquieren 1600 m² de terrenos en Tigre y levantar allí las dependencias.
En 1886 se decide comenzar la construcción de un edificio en los terrenos adquiridos en Tigre.
En 1889 se adquiere otra fracción ampliando la propiedad adquirida en 1885.
En este tiempo también funciona el club en una chata denominada “Gral. Alvear” donada por el Gobierno Nacional en aguas de Dársena Sur. Mientras siguen los trabajos en Tigre, se trasladan a un local ubicado en Dársena Norte lugar que se utiliza hasta 1911. Para esa fecha se traslada nuevamente a Tigre para ocupar su actual emplazamiento sobre la calle Mitre y Morales - Tigre.

## Sedes
El club posee 3 sedes:
- Sede central
- Sede Isla Centenario
- Sede Isla R. de Elizalde

## Deportes practicados en el club
- Natación
- Remo
- Tenis
- Fútbol
- Patín

## Galería de imágenes

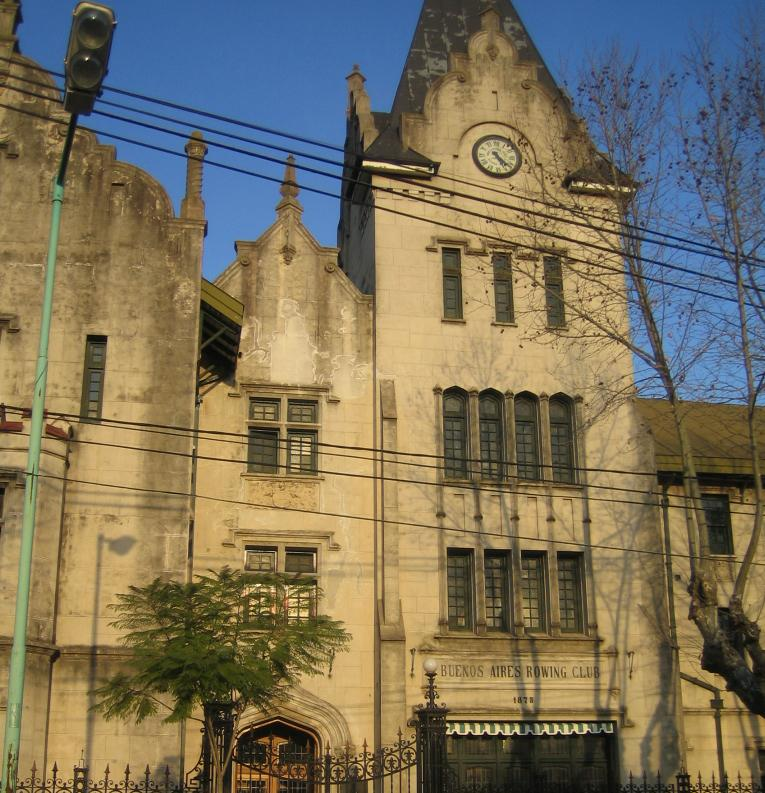
Sede central del Buenos Aires Rowing Club (el edificio comenzó a ser construido en el año 1886).
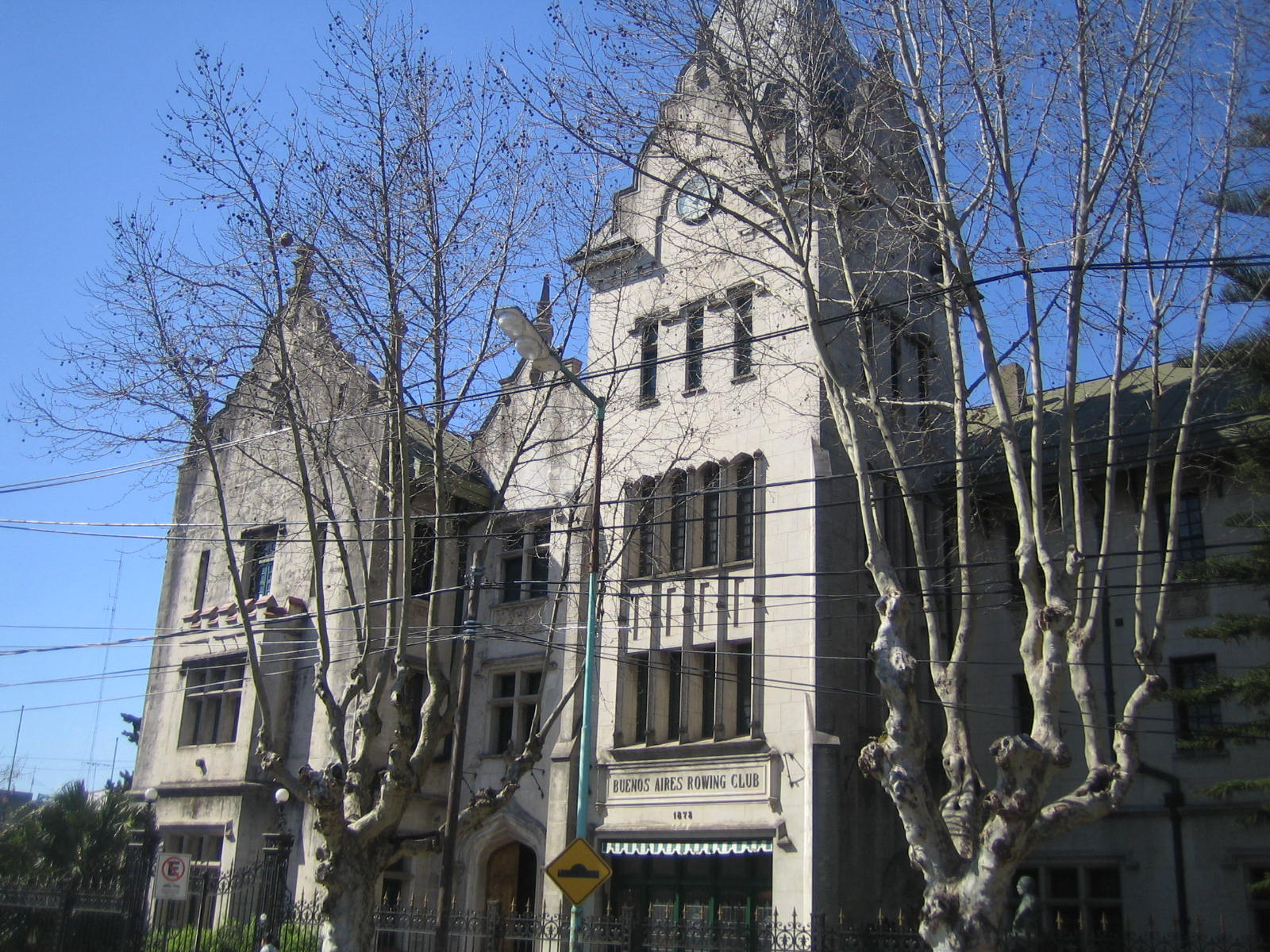
Vista general del edificio.
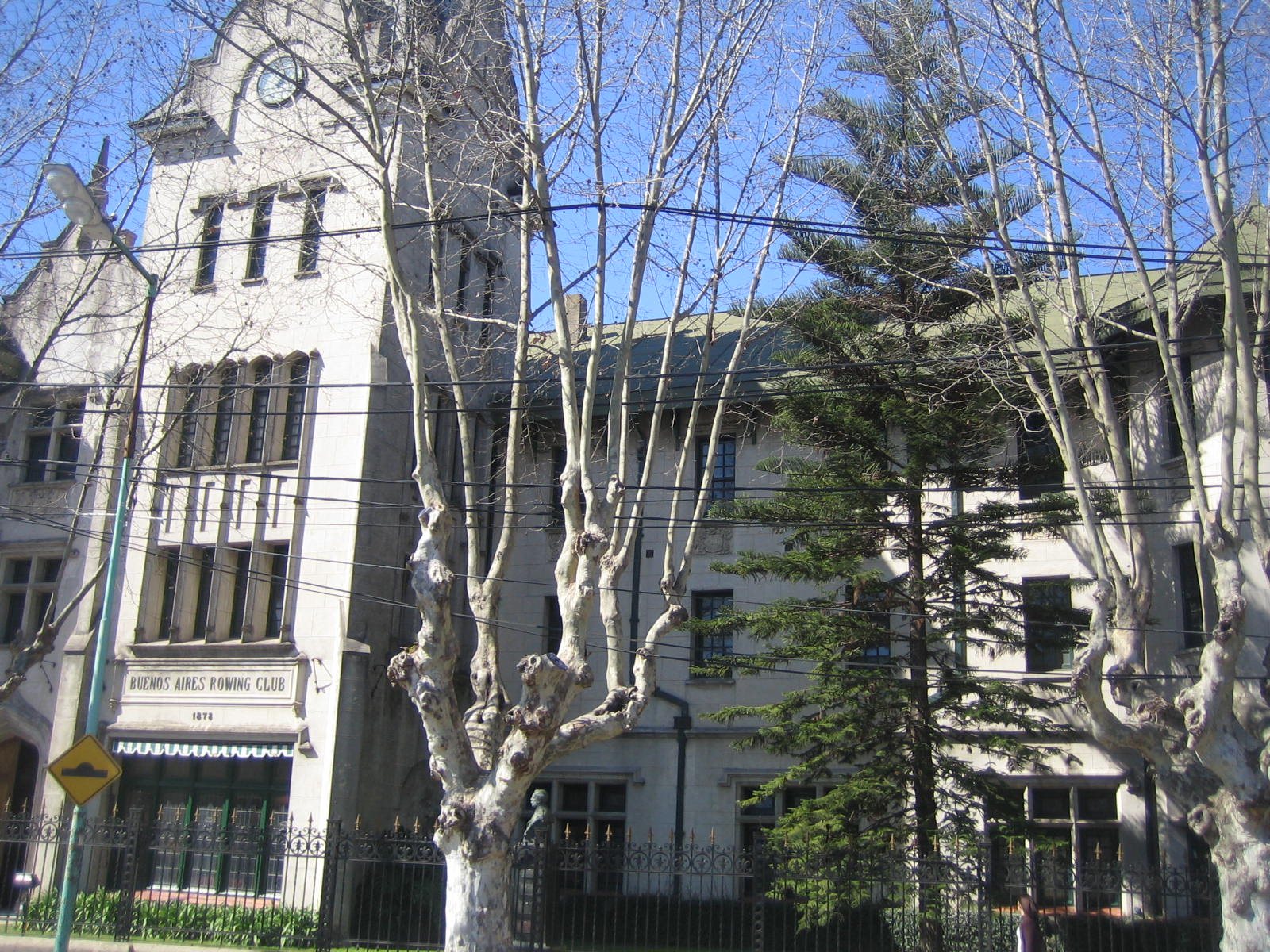
Otra imagen del edificio.
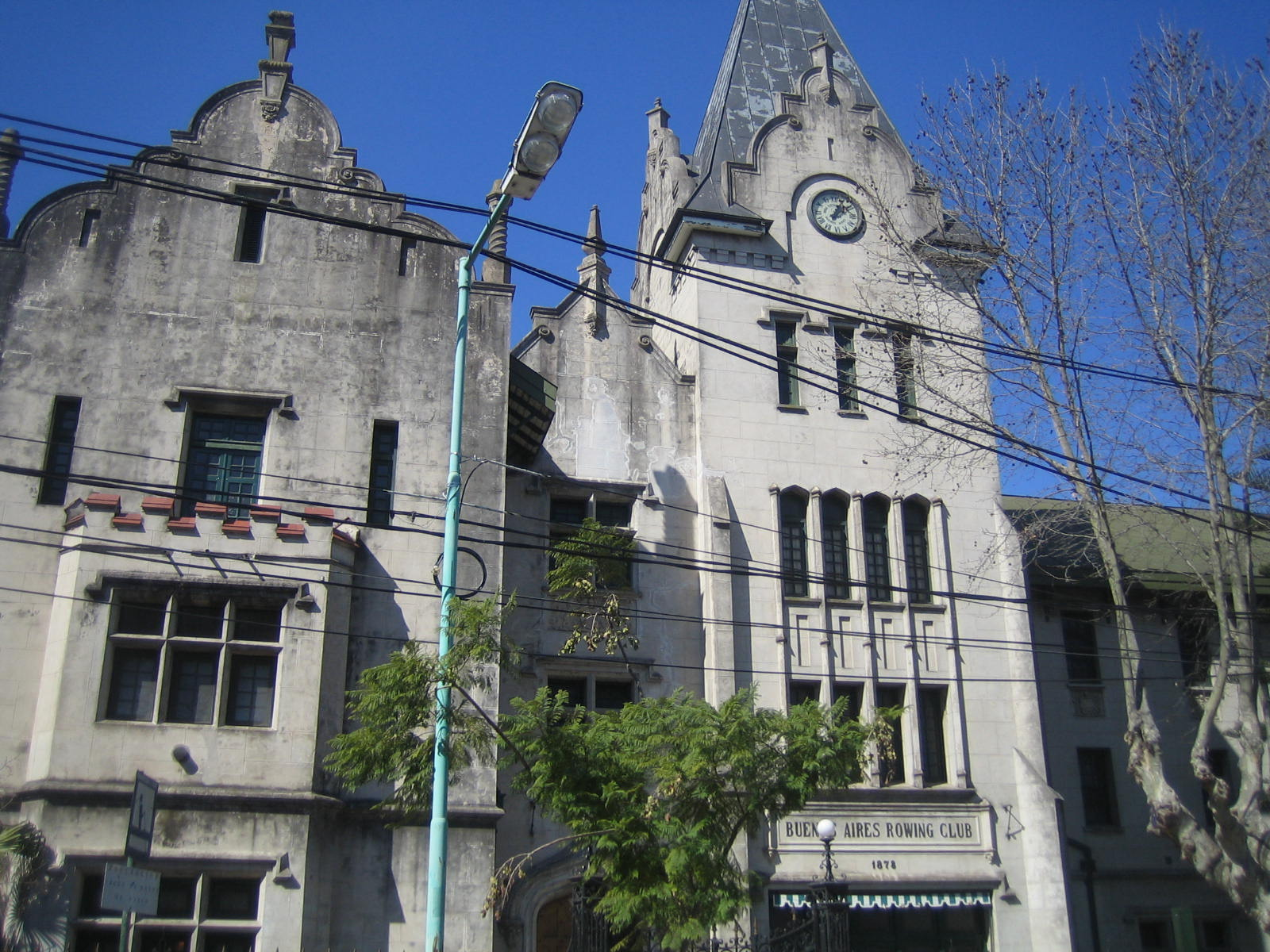
Vista frontal del edificio.